# Dobranov
Dobranov (historický záznam názvu: Dobronow – 1352, 1384–1399, 1514, Dobranow 1379, 1392, 1396, 1399, 1409, 1423, 1425, 1553, 1612, německy Dobern / Döber) je vesnice, část okresního města Česká Lípa. Nachází se asi 4 km na východ od České Lípy, stejně tak daleko jsou západně Zákupy. Nedaleko vsi prochází železniční trať Liberec – Česká Lípa, středem vsi vede silnice II/262 z České Lípy na Zákupy. Je zde evidováno 112 adres. Trvale zde žije 303 obyvatel.

## Z historie

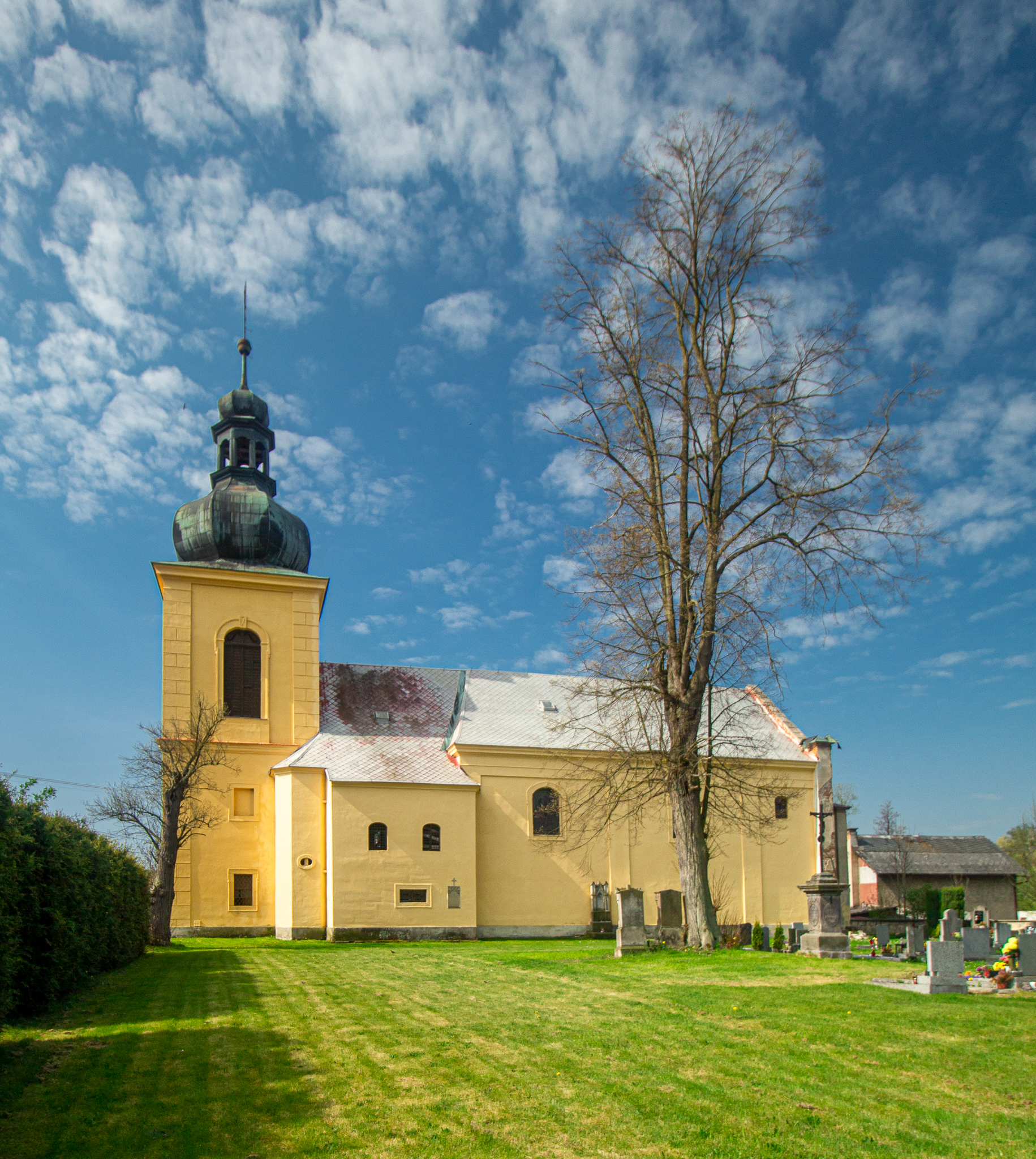
Kostel sv. Jiří

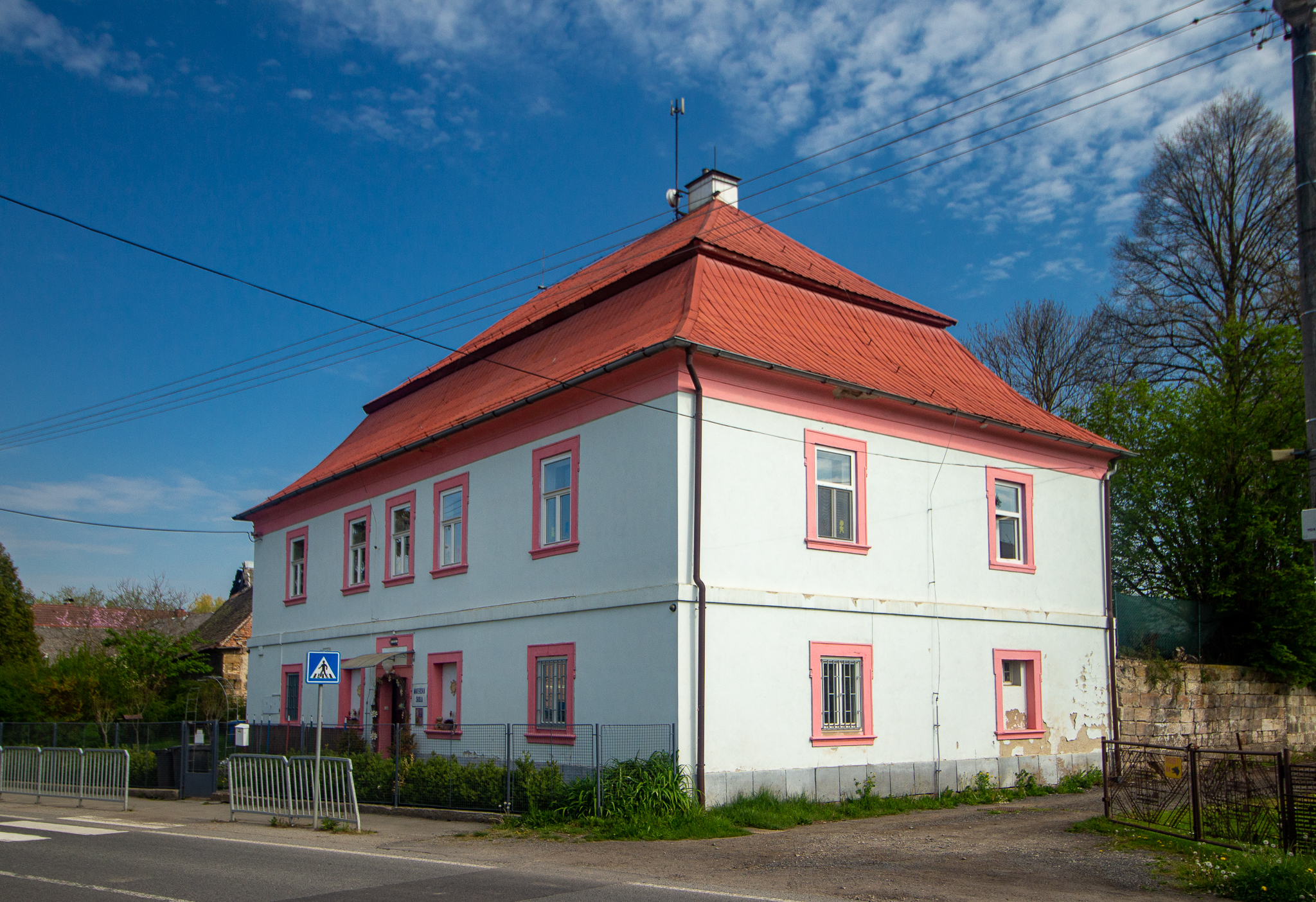
Mateřská škola, původně fara v Dobranově

První zmínky o zdejším osídlení jsou z roku 1352. Ve 14. a 15. století Dobranov patřil Berkům z Dubé, kteří jej zřejmě jako letní statek propůjčovali drobným šlechticům. V polovině 15. století držel Dobranov také Mikeš Pancíř ze Smojna, pán na hradu Sloupu. Po něm následovala řada drobných majitelů, snad berkovských manů. Dobranov je sídlo vladycké rodiny – Dobranovští z Dobranova. První zmínka je o Václavu Dobranovském (německy Waczlaw von der Döber), který žil v letech 1534 až 1572. Jeho náhrobek je v levé straně kostelní lodi v Dobranově. V 16. století Dobranov patřil k zákupskému panství a spolu s ním se měnila i zdejší vrchnost.
Až roku 1850 byl Dobranov po územní reformě připojen některými úřady k České Lípě, v roce 1981 se stal součástí tohoto města.
V roce 1945 zde bylo až na jednoho Čecha veškeré obyvatelstvo (uváděno 600 lidí v 122 domech) německé národnosti. Po druhé světové válce došlo k jejich odsunu a postupnému přistěhování českých rodin. Dnes zde žije přibližně 300 obyvatel.

## Zajímavosti z obce
- Ve vesnici byla z někdejší fary vybudována mateřská školka, která se později stala podružnou jednotřídní školkou pod MŠ Pastelka ve Svárovské ulici (Česká Lípa). Je zde i jídelna s kuchyní, v patře je společná třída, topí se zde uhlím.
- Na okraji vesnice je útulek pro opuštěné psy,[9] kde nachází dočasný domov přes 500 psů ročně z velké části okresu Česká Lípa.
- Je zde také požární zbrojnice patřící Sboru dobrovolných hasičů Dobranov. Jejich organizace zde byla založena roku 1878.
- Dominantou vsi je částečně zchátralý kostel svatého Jiří, který svou barokní podobu získal v roce 1700.
- Na počátku roku 2013 byl založen Osadní výbor společně se sousedním Vlčím Dolem a Vítkovem.[10]

## Z katastru obce
Dobranov je také název katastrálního území o rozloze 8,57 km2. Sousedními katastry jsou 783 676 Vítkov, 790 567 Zákupy, 797391 Žizníkov, 621 439 Stará Lípa, 790 559 Šidlov.
Na katastru obce východně od ní poblíž části Zákup zvané Podlesí je malý Panin rybník. Obcí protéká od severu tekoucí Dobranovský potok. Nejvyšším místem dobranovského katastru je Židovský vršek. Obec i s kopcem jsou součástí Zákupské pahorkatiny.

## Doprava
Do vsi jezdí z České Lípy MHD společnosti BusLine, linky 208 a 218. Zhruba 2 km jižně je nejbližší vlaková zastávka Vlčí Důl, vede zde železniční trať Liberec – Česká Lípa. Napříč vsí ji přemostila silnice II/262 z České Lípy na Zákupy. Tu využívá také meziměstská doprava ČSAD Česká Lípa, má zde autobusovou zastávku.